# Noord-Kenteiland
Noord-Kenteiland (Engels: North Kent Island Island) in de Noordelijke IJszee is een van de Koningin Elizabetheilanden in Canadese Arctische Archipel. Bestuurlijk behoort het tot het territorium Nunavut. Het eiland is onbewoond en heeft een oppervlakte van 590 km².
Noord-Kenteiland is genoemd naar het Engelse graafschap Kent.